# Sandi
Sandi è una suddivisione dell'India, classificata come municipal board, di 26 007 abitanti, situata nel distretto di Hardoi, nello stato federato dell'Uttar Pradesh.